# Amazar
Amazar (en russe : Амаза́р) est une commune urbaine russe du raïon de Mogotcha du kraï de Transbaïkalie, en Sibérie. Elle fait partie de l'établissement urbain de Amazar, et sa population s'élevait à 1 959 habitants au recensement de 2021.

## Géographie
La commune urbaine de Amazar se situe dans le kraï de Transbaïkalie, un kraï situé en Transbaïkalie, région de Sibérie orientale, en Russie. Elle fait partie du district fédéral extrême-oriental. La localité fait partie du raïon de Mogotcha, un raïon du kraï, avec Mogotcha comme centre administratif. Elle fait partie de l'établissement urbain de Amazar, une municipalité dont elle est le chef-lieu. La municipalité comprend 10 autres localités,.
La commune urbaine se situe sur la rive gauche de la rivière Amazar, à la confluence de la rivière Tchitchatka dans l'Amazar.
Le fuseau horaire du village est MSK+6 (heure de Iakoutsk). Le décalage horaire appliqué par rapport au temps universel coordonné est +09:00.

## Histoire
La localité a été fondée en 1908 , et a acquis le statut de commune urbaine en 1938.
En 1962 fut fondée l'entreprise forestière d'Amazar, exploitant les forêts du raïon de Mogotcha, soit une superficie de 250 000 ha. En 1981, une usine de menuiserie fut mise en service, et en 1993, l'entreprise fut privatisée.

## Démographie
Recensements (*) et estimations de la population,,:
| 1959* | 1970* | 1979* | 1989* |
| ----- | ----- | ----- | ----- |
| 4 526 | 2 795 | 3 577 | 3 521 |

| 2002* | 2010* | 2021* | - |
| ----- | ----- | ----- | - |
| 2 641 | 2 374 | 1 959 | - |

## Voies de communication et transports
Amazar est desservie par une gare sur le chemin de fer transsibérien.